# Томасвілл (Північна Кароліна)
Томасвілл (англ. Thomasville) — місто (англ. city) в США, в округах Девідсон і Рендолф штату Північна Кароліна. Населення — 27 183 особи (2020).

## Географія
Томасвілл розташований за координатами 35°52′54″ пн. ш. 80°4′48″ зх. д. / 35.88167° пн. ш. 80.08000° зх. д. (35.881539, -80.079937).  За даними Бюро перепису населення США в 2010 році місто мало площу 43,46 км², з яких 43,43 км² — суходіл та 0,03 км² — водойми.

### Клімат
| Клімат : Томасвілл           | Клімат : Томасвілл | Клімат : Томасвілл | Клімат : Томасвілл | Клімат : Томасвілл | Клімат : Томасвілл | Клімат : Томасвілл | Клімат : Томасвілл | Клімат : Томасвілл | Клімат : Томасвілл | Клімат : Томасвілл | Клімат : Томасвілл | Клімат : Томасвілл | Клімат : Томасвілл |
| Показник                     | Січ.               | Лют.               | Бер.               | Квіт.              | Трав.              | Черв.              | Лип.               | Серп.              | Вер.               | Жовт.              | Лист.              | Груд.              | Рік                |
| Абсолютний максимум, °C      | 28,3               | 29,4               | 32,2               | 35,6               | 37,8               | 40,6               | 40,6               | 40,6               | 40,0               | 34,4               | 31,7               | 26,7               | 40,6               |
| Середній максимум, °C        | 10,6               | 13,3               | 17,8               | 23,3               | 26,7               | 30,6               | 32,2               | 31,1               | 27,8               | 22,8               | 17,2               | 11,7               | 22,1               |
| Середня температура, °C      | 5,0                | 7,2                | 11,1               | 16,1               | 20,0               | 24,4               | 26,1               | 25,6               | 22,2               | 16,1               | 11,1               | 6,1                | 16,0               |
| Середній мінімум, °C         | −1,1               | 0,6                | 3,9                | 8,9                | 13,3               | 18,3               | 20,0               | 20,0               | 16,1               | 9,4                | 5,0                | 0,6                | 9,6                |
| Абсолютний мінімум, °C       | −21,7              | −18,9              | −13,9              | −5,6               | −3,9               | 3,9                | 8,3                | 5,0                | 1,1                | −7,2               | −12,2              | −17,8              | −21,7              |
| Норма опадів, мм             | 94                 | 97                 | 105                | 99                 | 88                 | 103                | 115                | 113                | 103                | 85                 | 87                 | 87                 | 1176               |
| ---------------------------- | ------------------ | ------------------ | ------------------ | ------------------ | ------------------ | ------------------ | ------------------ | ------------------ | ------------------ | ------------------ | ------------------ | ------------------ | ------------------ |
| Джерело: The Weather Channel |                    |                    |                    |                    |                    |                    |                    |                    |                    |                    |                    |                    |                    |

## Демографія
Згідно з переписом 2010 року, у місті мешкало 26 757 осіб у 10 537 домогосподарствах у складі 7013 родин. Густота населення становила 616 осіб/км².  Було 11870 помешкань (273/км²).
Расовий склад населення:
| - 68,3 % — білих - 19,6 % — чорних або афроамериканців - 1,1 % — азіатів - 0,7 % — корінних американців - 8,1 % — осіб інших рас |

До двох чи більше рас належало 2,1 %. Частка іспаномовних становила 14,4 % від усіх жителів.
За віковим діапазоном населення розподілялося таким чином: 26,5 % — особи молодші 18 років, 59,6 % — особи у віці 18—64 років, 13,9 % — особи у віці 65 років та старші. Медіана віку мешканця становила 36,2 року. На 100 осіб жіночої статі у місті припадало 91,2 чоловіків;  на 100 жінок у віці від 18 років та старших — 86,5 чоловіків також старших 18 років.
Середній дохід на одне домашнє господарство  становив 47 040 доларів США (медіана — 35 554), а середній дохід на одну сім'ю — 53 306 доларів (медіана — 39 366). Медіана доходів становила 34 217 доларів для чоловіків та 31 664 долари для жінок. За межею бідності перебувало 23,8 % осіб, у тому числі 39,1 % дітей у віці до 18 років та 11,2 % осіб у віці 65 років та старших.
Цивільне працевлаштоване населення становило 11 410 осіб. Основні галузі зайнятості: виробництво — 24,9 %, освіта, охорона здоров'я та соціальна допомога — 17,7 %, роздрібна торгівля — 14,4 %.